# Mosquer olivaci
El mosquer olivaci (Mionectes olivaceus) és un ocell de la família dels tirànids (Tyrannidae).

## Hàbitat i distribució
Habita la selva pluvial, clars, vegetació secundària i bosc de les terres baixes i muntanyes de Costa Rica i Panamà, i des de Colòmbia, nord i oest de Veneçuela i Trinitat, cap al sud, per l'oest dels Andes, fins al nord-oest de l'Equador i, a través de l'est de l'Equador fins l'est i sud-est del Perú i nord de Bolívia.

## Taxonomia
Segun alguns autors es tractaria en realitat de dues espècies diferents:
- mosquer olivaci septentrional[2] (Mionectes olivaceus sensu stricto), des de Costa Rica fins l'oest de Panamà.
- mosquer olivaci meridional[3] (Mionectes galbinus Bangs, 1902) des de l'est de Panamà cap al sud.